# 新樓醫療財團法人
台灣基督長老教會新樓醫療財團法人，簡稱新樓醫療財團法人，係由台灣基督長老教會於西元1985年10月24日捐助設立，設立時名為「財團法人台灣基督長老教會新樓醫院」，西元2010年3月30日更名為「台灣基督長老教會新樓醫療財團法人」，規模為區域教學醫院。其院史可溯自西元1865年6月16日馬雅各開設的「看西街醫館」，看西街醫館為臺灣醫療史上最早出現的西式醫院。目前，新樓醫療財團法人的事務，由董事會依《台灣基督長老教會新樓醫療財團法人捐助章程》規定所遴選的董事負責。

## 院史

### 看西街醫館時期
新樓醫院最早可追溯自1865年6月16日馬雅各開設的看西街醫館，不久，有人造謠馬雅各“取心肝、挖眼睛，以此作藥。”加上排外風氣日盛，馬雅各遭到反對者包圍，診所門窗亦受敲毀，只得結束僅僅廿三天的醫療工作，退回旗後英國領事館保護區尋求避難。

### 舊樓醫館時期
1868年12月，馬雅各與助手吳文水重返台南，次年一月中旬，租下二老口街許厝公館，設立醫館及禮拜堂，是為“舊樓”。當時馬雅各的醫術和名聲均受到民眾的肯定，開啟臺灣人接納西醫時期。

### 新樓醫館時期
1879年，安彼得醫師接任院長，因患者人數增多，開始著手規劃興建大型醫院，1900年，新醫院落成。同年，4月17日，將醫館由舊樓遷移到新址，並命名為“新樓”，意味“新的樓房”，由於開刀房安置於二樓，遂特別設置升降機以便接送病患，成為全台灣第一間擁有醫療用升降機的醫院。1935年12月30日，台灣基督長老教會南部大會自英國海外宣道會及教士會手中接管經營新樓醫院，其間因大戰，宣教師撤離返國，在終戰後，經費無著，醫師缺乏，大會決議結束醫院營運。

### 新樓診所醫療部時期
戰後，台南中會自南部大會手中接辦負責新樓醫院的營運。1950年，設立新樓診所醫療部，並聘請施文子女醫師為第一任所長。1961年，台南基督教醫療團正式接管新樓診所的醫療工作。

### 新樓醫院時期
1985年，新樓醫院重建。同年，現代化西棟醫療大樓落成。1988年，衛生署評定為地區教學醫院。1990年，二期東棟醫療大樓擴建落成。1994年，增設安南門診部。1997年，麻豆院區醫療大樓落成開幕。1999年3月，台南院區升格為區域教學醫院，門診和住院病患人數大增，診間和病房漸漸顯得不敷使用，因此董事會決議增建第三期工程，在西棟之南側增建南棟大樓。同年，落成。2010年，麻豆院區評鑑榮獲優等，並升格為區域教學醫院。
設有內科、牙醫一般科、外科、整形外科、婦產科、兒科、神經外科、神經內科、骨科、耳鼻喉科、眼科、皮膚科、身心內科、家庭醫學科、職業醫學科、復健科、中醫一般科、放射腫瘤科、核子醫學科、牙醫科、口腔顎面外科、泌尿科、急診醫學科、解剖病理科、影像醫學科、麻醉科等。

## 所屬各醫療機構

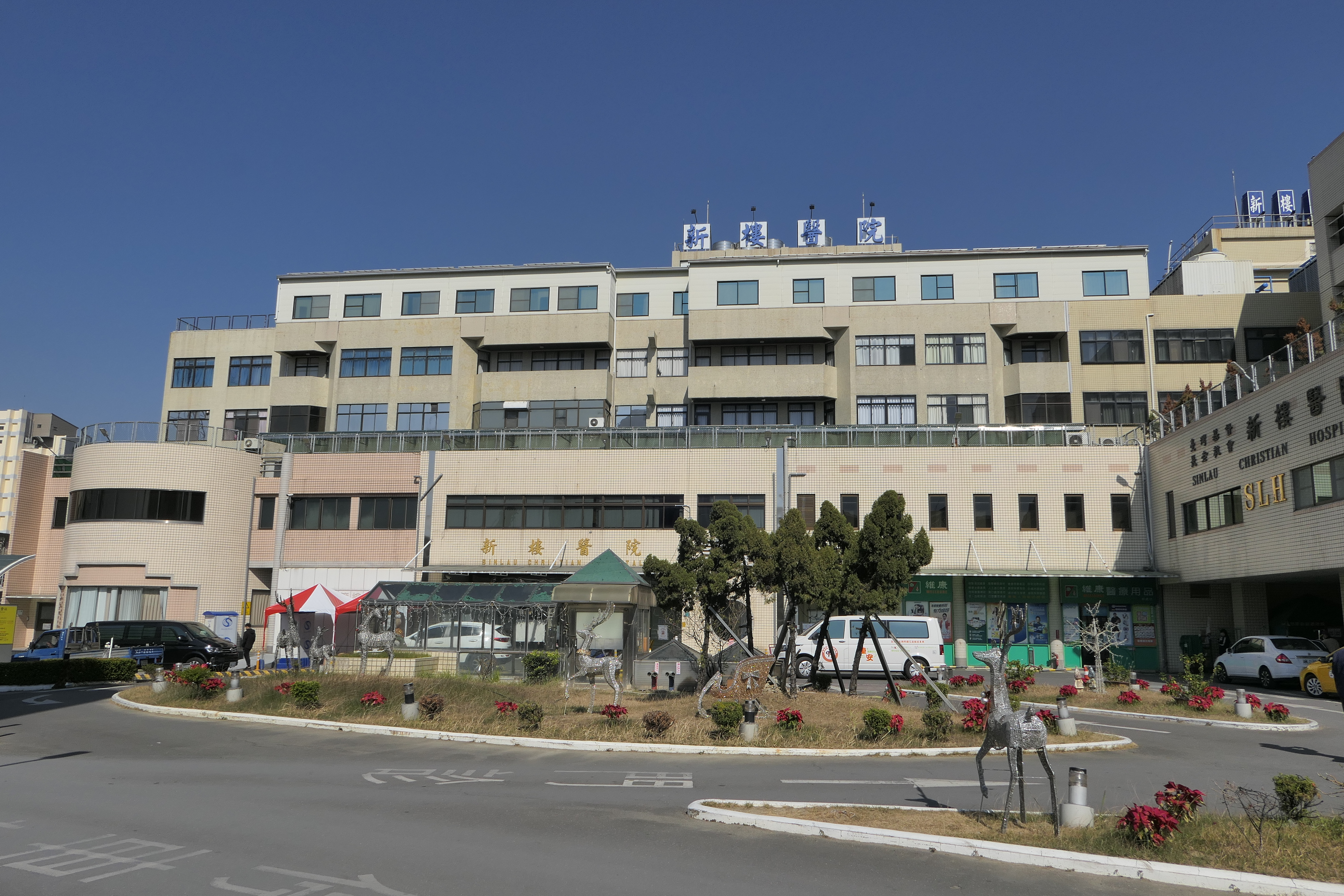
臺南新樓醫院

- 台南新樓醫院

地址：台南市東區東門路一段57號
- 麻豆新樓醫院

地址：台南市麻豆區麻佳路一段207號
- 新樓安南診所

地址：台南市安南區海佃路二段658號

## 外部連結
- 新樓醫療財團法人 （页面存档备份，存于）（中文）（英文）
- 新樓一家親的Facebook專頁